# عايض علوش العازمي
عايض علوش الخميشى العازمي مواليد دولة الكويت (1940 - 9 ديسمبر  2011)، نائب سابق في مجلس الامة الكويتي، شارك في انتخابات مجلس الأمة الكويتي عام 1981 ونجح بالانتخابات، كما شارك في انتخابات مجلس الأمة الكويتي عام 1985 ونجح بالانتخابات، كما أنه كان عضوا بالمجلس الوطني الكويتي عام 1990.

## مواقفه في مجلس الأمة
| الكتل                                                 | مستقل               |
| اللجان                                                | -------             |
| الحركة الدستورية (32 نواب سابقين) (1989)              | لا ينتمي إلى الحركة |
| الاستجوابات (1986)                                    | لم يقدم استجوابا    |
| قانون حق الانتخاب للمتجنسين (1986)                    | صوت بالموافقة       |
| تعديل المادة الاولى من قانون المحكمة الدستورية (1986) | غير موجود           |
| استجواب سلمان الدعيج (1985)                           | لا موقف             |

- في جلسة مجلس 1981 وأثناء التصويت على تعديل الدستور 1982 وافق على مبدأ التعديل.